# Rodrigo Martín
Rodrigo Martín (Cuéllar, ?), conquistador de Nueva España.
Salió de Cuba con Pánfilo de Narváez hacia Nueva España en 1520, siendo su capitán de artillería.
Regresó a España, y en septiembre de 1534 parte rumbo a América en la armada de Simón de Alcazaba, compuesta de dos naos, la capitana Madre de Dios y la San Pedro. 
La capitana llegó a la boca del Estrecho de Magallanes a finales de enero de 1535; después llegó la San Pedro. 
En el Cabo de Santo Domingo salieron a tierra; el capitán Simón de Alcazaba mandó hacer una iglesia de lonas y velas, donde cada día se decía misa; allí se hizo jurar por gobernador y capitán general y presentó los poderes y provisiones reales que llevaba del emperador. 
Para explorar la tierra nombró cuatro capitanes: Gaspar de Sotelo, natural de Medina del Campo; Juan Arias, natural de Sahagún; Gaspar de Avilés, natural de Alcázar, y Rodrigo Martín, artillero mayor, natural de Cuéllar.
Partieron del puesto y promontorio de Santo Domingo y, después de haber caminado 10 o 12 leguas, les salieron vejigas en los pies al capitán general y a otros muchos, que no pudieron andar. 
Las rivalidades entre el general y sus capitanes acabaron con la vida de casi todos. 
El Capitán Rodrigo Martín fue desterrado tierra adentro y nunca más se volvió saber de él.
- Datos: Q6110740